# Revista del Ateneo
Revista del Ateneo: órgano oficial de la sociedad de este nombre, y periódico de literatura y de intereses morales y materiales va ser una publicació que sortí a Reus el 1863.

## Història
Amb el nom d'Ateneo artístico y literario el 1863 va néixer a Reus una de les moltes entitats ateneístiques que sorgiren a la ciutat, amb la finalitat de propagar "los conocimientos científicos, artísticos y literarios, el desenvolvimiento moral del país y el fomento de sus intereses materiales". La societat estava instal·lada al carrer de la Presó número 9. El 14 de maig de 1863 va sortir el primer número d'aquesta revista, on explicaven els projectes de l'entitat: a més de fer classes, certàmens i exposicions anuals volien establir "un Museo de pintura y antigüedades y una exposición permanente de obras artísticas e industriales acompañada de obras de la naturaleza" i una biblioteca que esperaven que aviat fos la primera de Reus. Al número 2 (8-VII-1863) declarava "siendo el principal objeto de esta Revista instruir el pueblo trabajador que en su mayoria forma el Ateneo […] debemos procurar debatir en ella cuestiones de verdadero interés general".
La Revista explicava la vida de l'entitat, els seus projectes, i assenyalava tímidament allò que no trobava bé de la política municipal
El fundador i director de la revista va ser Francesc Bartrina, que hi col·laborava en català, i hi signaven articles Ciril Freixa, Enric Roger, Josep Güell i Mercader i d'altres.
Tenia 16 pàgines, capçalera tipogràfica i textos en castellà i català. S'imprimia a la Impremta de Masip i Triquell i es repartia gratuïtament entre els socis. El periodista i escriptor reusenc Gras i Elies diu: "Esta importante publicación era órgano oficial de la sociedad de este nombre".
Només se'n conserven dos números.

## Localització
- Biblioteca Central Xavier Amorós de Reus[6]
- Arxiu Històric de Barcelona[7]